# Orosz Pál (labdarúgó)
Orosz Pál (Szentes, 1934. január 25. – Budapest, 2014. május 12.) olimpiai bronzérmes labdarúgó, edző, sportvezető. 1952-ben a szentesi Horváth Mihály Gimnáziumban érettségizett. 1963-ban a Testnevelési Főiskolán testnevelő tanári diplomát, 1977-ben labdarúgó szakedzői diplomát, 1979-ben doktori címet szerzett. Fia, ifj. Orosz Pál az FTC Labdarúgó Zrt. vezérigazgatója.

## Pályafutása

### Klubcsapatban
14 évesen lett a Szentesi MÁV igazolt labdarúgója, majd a Szentesi MTE csapatában játszott 1952-ig. Innen egy rövid időre a Szegedi Petőfihez került, majd a Ferencvároshoz igazolt. Az FTC-vel 15 idény alatt 10 alkalommal végzett a bajnokságban dobogós helyen: kétszer bajnok, háromszor ezüstérmes, ötször bronzérmes. Utolsó idényében, 1966-ban MNK döntős a csapattal.
A nemzetközi kupákban, 1962–1963-ban VVK elődöntős, 1964–1965 a győztes csapattagja. Részt vett a torinói döntő mérkőzésen is a Juventus ellen. A következő idényben BEK negyeddöntős volt. Az Internazionale ellen estek ki összesítésben 1:5-ös eredménnyel. Hazai pályán 1:1, idegenben 0:4 volt az eredmény.

### Válogatottban
Tagja volt 1960-ban a római olimpián bronzérmet szerzett csapatnak, melyben 7 alkalommal szerepelt és 2 gólt szerzett. 
1964-ben utazó kerettag volt a tokiói olimpián, de mivel nem lépett pályára így aranyérmet nem kapott.

### Sportvezetőként
1964 és 1968 között a budapesti Leővey Klára Gimnázium, 1968 és 1970 között a Fáy András Gimnázium testnevelés tanára volt. 1973-tól a Testnevelési Főiskola munkatársa volt. 1973 és 1986 között tudományos munkatárs, egyetemi adjunktus volt. 1987-től a Sportjáték Tanszék volt egyetemi docens, 1989-től tudományos munkatárs.
1968 és 1970 között a Ferencváros labdarúgó-szakosztályának vezetője. 1970–1973 és 1979–1982 között a marokkói El Jadidi, majd a Raja Casablanca edzője.

## Sikerei, díjai
- A Magyar Köztársasági Érdemrend tisztikeresztje (1994)[3]

### Játékosként
- olimpiai játékok bronzérmes: 1960, Róma
- Magyar bajnokság
  - bajnok (2): 1962–1963, 1964
  - 2. (3): 1959–1960, 1965, 1966
  - 3. (5): 1954, 1955, 1957–1958, 1961–1962, 1963-ősz
- Magyar Népköztársasági Kupa
  - győztes 1958
  - döntős: 1966
- Bajnokcsapatok Európa-kupája (BEK)
  - negyeddöntős: 1965–1966
- Vásárvárosok kupája (VVK)
  - győztes: 1964–1965
  - elődöntős: 1962–1963
- az FTC örökös bajnoka (1974)

## Statisztika

### Mérkőzései a válogatottban
| Magyarország | Magyarország        | Magyarország   | Magyarország | Magyarország | Magyarország | Magyarország        | Magyarország | Magyarország |
| #            | Dátum               | Helyszín       | Hazai        | Eredmény     | Vendég       | Kiírás              | Gólok        | Esemény      |
| ------------ | ------------------- | -------------- | ------------ | ------------ | ------------ | ------------------- | ------------ | ------------ |
|              | 1960. augusztus 26. | L’Aquila (ITA) | Magyarország | 2 – 1        | India        | olimpiai D csoport  | -            |              |
|              | 1960. szeptember 6. | Róma (ITA)     | Dánia        | 2 – 0        | Magyarország | olimpiai elődöntő   | -            |              |
|              | 1960. szeptember 9. | Róma           | Olaszország  | 1 – 2        | Magyarország | olimpiai 3. helyért | -            | 32'          |
|              | Összesen            |                |              | 0            | mérkőzés     |                     | 0            | gól          |

## Főbb művei
- Edzéstervezés (többekkel), Budapest, 1986
- Sportjátékok edzése (többekkel), Budapest, 1986
- A labdarúgás edzéselmélete, Budapest, 1991